# Parkinsonia parkinsoni
 Parkinsonia parkinsoni  ist eine jurassische Ammonitenart aus der Familie der Parkinsoniidae, die im Oberen Oberbajocium vor rund 168 Millionen Jahren  lebte.

## Merkmale
Im Querschnitt erscheint Parkinsonia parkinsoni etwas flachgedrückt, die einzelnen Windungen zeigen hierbei einen rechteckig-ovalen Querschnitt. Bei einer Öffnungsbreite des Gehäuses von 2,7 Zentimeter kann sie einen Durchmesser von rund 13 Zentimeter erreichen. Die Berippung ist deutlich ausgeprägt, die Rippen sind scharf, stehen relativ weit auseinander und verlaufen geradlinig bis zum Außenrand. Vor Erreichen des Rands trennen sich die Rippen auf zwei Drittel Weglänge in zwei Teilstränge. Sie enden an einer schmalen, sich scharf abhebenden und zentralgelegenen Furche auf der Außenseite. In Wachstumsrichtung gehen die Rippen bis ans Peristom (Gehäuseöffnung) heran und bleiben selbst bis ins Erwachsenenstadium bestehen. Gelegentlich können auch seitliche Fortsätze vorhanden sein.

## Etymologie
Der Ammonit Parkinsonia parkinsoni wurde zum ersten Mal im Jahr 1821 vom englischen Naturforscher James Sowerby wissenschaftlich beschrieben. Gattungs- und Artbezeichnung gehen auf den englischen Botaniker John Parkinson zurück.

## Vorkommen
Fundorte von Parkinsonia parkinsoni in Deutschland sind die Fränkische Alb (Sengenthal) und die Schwäbische Alb (Eningen). Ferner in Frankreich im Norden bei Bayeux (Typlokalität) und im Südosten (Drôme, Hérault). Weitere Fundstellen liegen in England, in Polen, in Russland (Krim), in Schottland in der Schweiz (Kantone Basel-Landschaft und Solothurn) und in der Ukraine (Donezbecken). Außereuropäisch in Aserbaidschan, im Kaukasus, im Iran und in Nordafrika.

## Ammonitenzone
Der Ammonit Parkinsonia parkinsoni ist in der Stratigraphie ein bedeutendes Leitfossil im tethyalen Bereich.
nach ihm wurde die oberste der sieben Ammoniten-Biozonen des Bajociums benannt, die Parkinsonia parkinsoni-Zone.